# 乌斯季库特区
乌斯季库特区（俄语：Усть-Кутский район）是俄罗斯联邦伊尔库茨克州下辖的一个区，其行政中心为乌斯季库特。据2016年统计，该区的人口为50088人。